# Јокаста
У грчкој митологији, Јокаста (грч. Ιοκάστη, лат. Iocaste) је жена тебанског краља Лаја. Кћерка јунака Менекеја.

## Митологија
Када се Јокасти - или Епикасти - и краљу Лају, после дужег времена родио син, Лај је, бојећи се злослутних пророчанстава наредио да га одведу у шуму и тамо запале. Роб, који је дечака водио у шуму, сажалио се над његовом судбином и предао га непознатом пастиру кога је срео у шуми. Пастир је дечака однео свом господару, коринтском краљу Полибу, који није имао деце. Полиб га је прихватио, назвао га Едип и одгајио као властитог сина.
Када је Едип одрастао, несрећним случајем је убио краља Лаја, и као непознат дошао у Тебу где је спасао град од страшне Сфинге. Као награду Тебанци су га прогласили краљем, а он се оженио Јокастом.
Јокаста је са Едипом имала четворо деце, прво два сина близанца Етокла и Полиника, затим две ћерке, старију Антигону и млађу Исмену. Дуго година живели су срећно и владали праведно Тебом, док се једног дана није појавила једна зараза коју су богови послали, а од које није било лека. Тебанци, незадовољни обратише се краљу за помоћ, пошто им је он већ једном помогао у случају са Сфингом. Едип шаље брата од Јокасте, свог ујака Креона, у Делфи да сазна истину о зарази која је харала Тебом. Пророчанство из Делфа објављује да треба да се пронађе убица краља Лаја, и да се обелодани тај злочин, и тако би се Теба ослободила заразе коју су богови наметнули.
Едип преузима на себе да открије тај злочин, и тада сазнаје да је он тај који је убио свога оца, краља Лаја и оженио своју мајку Јокасту. Када је Јокаста то дознала одмах се обесила, а Едип је сам себи ископао очи. Креонт, брат Јокастин, постаје краљ од Тебе и протерује Едипа из града.